# NGC 4519A
NGC 4519A is een sterrenstelsel in het sterrenbeeld Maagd. Het hemelobject ligt in de buurt van NGC 4519.

## Synoniemen
- MCG 2-32-134
- ZWG 70.165
- VCC 1501
- PGC 41706